# Ipotesi del periodo critico
Ipotesi del periodo critico (critical period hypothesis)  è un'ipotesi nel campo di studi dell'acquisizione linguistica formulata dal linguista e psicologo americano Eric Lenneberg (1921–1975), che per primo notò che esistesse un periodo specifico per l'acquisizione del linguaggio. Lenneberg ha affermato che se l'acquisizione del linguaggio non avviene prima della fine dell'adolescenza, non sarà mai possibile acquisirla in una forma pienamente funzionale. Il linguista americano Noam Chomsky fa riferimento all'ipotesi di Lenneberg, secondo il quale l'acquisizione del linguaggio è possibile grazie al meccanismo di acquisizione del linguaggio attivo nel periodo critico (language acquisition device o LAD ) contenente i principi della grammatica universale. Secondo Chomsky, le regole della grammatica universale sono presenti in tutte le lingue del mondo, e, poiché sono innate, i bambini che acquisiscono una lingua non hanno bisogno di impararla. Tuttavia, dopo che il periodo critico è trascorso, questo meccanismo scompare e l'acquisizione del linguaggio senza il suo aiuto è praticamente impossibile. 

## Introduzione
La relazione con l'ipotesi del periodo critico è il caso di Genie noto in letteratura come uno dei tanti bambini selvaggi, che per 13 anni della sua vita è stata vittima di violenza domestica, e sin dalla nascita è stata isolata in una stanza angusta, tagliata fuori da ogni forma di comunicazione. Il risultato di questo trattamento è stato un sottosviluppo fisico visibile e una completa incapacità di usare il linguaggio. 
Quindi c'è stata una grande opportunità per verificare la teoria del '"esperimento proibito" secondo cui, un ambiente familiare adeguato, può aiutare a compensare le carenze linguistiche dopo i dodici anni. Si è scoperto che la ragazza non era in grado di imparare completamente la lingua, tuttavia gli esperti non sono d'accordo sul grado di acquisizione del linguaggio raggiunto da Genie. 
Gli oppositori dell'ipotesi del periodo critico indicano che, sia in questo caso che in altri simili, un bambino raramente cresce in un ambiente favorevole simile alle condizioni familiari e che il mancato apprendimento della lingua in un secondo momento, può essere il risultato di una crescita in condizioni inadeguate piuttosto che la mancanza di contatto con il linguaggio. 
Una visione più recente dell'ipotesi del periodo critico, viene presentata da Robert DeKeyser, docente presso l'Università del Maryland, College Park;  DeKeyser sostiene che sebbene vi sia un'età critica, ciò non significa che gli adulti non siano in grado di perfezionare una seconda lingua; possono farlo almeno in termini di sintassi. 
Sebbene questo paradosso non abbia ancora trovato una spiegazione del tutto soddisfacente, si ritiene che padroneggiare una lingua straniera dopo il periodo critico sia possibile grazie alla cosiddetta struttura linguistica latente (latent language structure) costruita durante il primo apprendimento linguistico . Così, mentre lo studente di lingua straniera non può più avere accesso diretto alle regole della grammatica universale necessarie per l'acquisizione della prima lingua, ci sono ancora regole preservate dall'apprendimento della prima lingua. Ai fini dell'apprendimento di una lingua straniera, queste regole sono ancora applicabili nella forma in cui sono state scritte nella prima lingua. 

## Ricerche sul periodo critico
Si è dibattuto a lungo su come i bambini acquisiscano la propria lingua nativa e a quale livello ciò debba essere preso in considerazione nei metodi di insegnamento della lingua straniera. Sebbene le prove relative al declino dell'abilità di apprendimento della seconda lingua siano controverse, è convinzione comune che i bambini imparino la seconda lingua facilmente, mentre discenti d'età maggiore raramente raggiungono la piena fluidità nel parlare. Questa supposizione ha dato origine a dibattiti sul cosiddetto periodo critico. Originariamente Eric Lenneberg tracciò nel 1967 il periodo critico per l'apprendimento della lingua nativa. Ci sarebbero anni in cui il nostro cervello è in grado di acquisire grammatiche mentali (2-12 anni). In seguito l'interesse è dirottato verso gli effetti dell'età nell'apprendimento della seconda lingua (SLA). Le teorie sul SLA illustrano i processi d'apprendimento e indicano dei fattori per un possibile periodo critico relativo al SLA, tentando in particolar modo, attraverso lo studio dei meccanismi psicologici, di dare spiegazione alle diverse attitudini di bambini e adulti, che intraprendono distinti percorsi di apprendimento. I risultati delle ricerche non sono stati univoci: alcune hanno concluso che i bambini in periodo pre-puberale apprendono la lingua facilmente, altre che il vantaggio spetta ai discenti d'età maggiore, mentre altre ancora si sono focalizzate sull'esistenza o meno di un periodo critico per il SLA. Studi recenti hanno riconosciuto che certi aspetti del SLA possono essere influenzati dall'età, mentre altri rimangono indipendenti da essa. L'obiettivo di questo studio è di verificare se la capacità di imparare nuovi vocaboli decresce con l'avanzare dell'età o meno.
Prima di prendere in esame degli studi empirici può essere utile rivedere le principali teorie sul SLA e le loro conclusioni circa le differenze nell'apprendimento dovute all'età del discente. Le teorie di Penfield e Roberts (1959) e di Lenneberg (1967), le più riduzioniste, sono fondate su studi su danni cerebrali: dei bambini che riportano lesioni prima della pubertà generalmente ristabiliscono e continuano a sviluppare le capacità di linguaggio, mentre è raro che degli adulti si rimettano completamente. Entrambe le teorie convergono sul fatto che i bambini hanno un vantaggio neurologico nell'apprendere le lingue e che la pubertà coincide con un punto di svolta in tale abilità, e affermano che l'apprendimento avviene principalmente, forse esclusivamente, durante l'infanzia, poiché oltrepassata una certa età il cervello perde plasticità e diviene rigido, influenzando negativamente le capacità di adattamento e riorganizzazione e rendendo quindi ostico l'apprendimento di una seconda lingua.
Penfield e Roberts sostengono che i bambini al di sotto dei nove anni sono in grado di imparare fino a tre lingue: l'esposizione precoce a lingue diverse stimola un riflesso nel cervello che permette loro di passare da una lingua ad un'altra senza difficoltà o necessità di elaborare traduzioni. Lenneberg afferma che se superata la pubertà non si è ancora imparata alcuna lingua, essa non può in seguito venire appresa normalmente in un modo funzionale. Egli supporta inoltre la tesi di Penfield e Roberts circa la presenza di alcuni meccanismi neurologici che sarebbero responsabili del cambiamento nelle abilità di apprendimento della lingua dovuto all'età. Ciò, secondo Lenneberg, coincide con la lateralizzazione del cervello e la specializzazione nel linguaggio dell'emisfero sinistro, che hanno luogo intorno ai tredici anni: le abilità motorie e linguistiche si sviluppano contemporaneamente, ma entro tale soglia d'età queste funzioni si separano e si radicano in diversi emisferi cerebrali, rendendo particolarmente difficile l'apprendimento del linguaggio. Lenneberg, inoltre, si basò sullo studio del recupero del linguaggio da parte di soggetti cerebrolesi. Affermava e dimostrava che nonostante le lesioni alle aree cerebrali del linguaggio, il bambino più è piccolo, più aumenta la probabilità che recuperi pienamente l'uso del linguaggio, mentre gli adolescenti in maniera molto inferiore. L'attività inconscia diminuisce notevolmente.
Dall'analisi di bambini ferini si sono raccolte prove che vanno a sostegno della teoria di un periodo critico determinato biologicamente. Una delle maggiori fonti di evidenza del periodo critico, proviene dallo studio dei bambini selvaggi, bambini che hanno vissuto dalla nascita in una forma di segregazione sociale. Un esempio classico è Genie, una bambina che ha vissuto senza alcuna interazione sociale da un anno d'età alla sua scoperta, quando aveva ormai tredici anni (età post-puberale): la bambina non aveva sviluppato alcuna lingua, e dopo sette anni di riabilitazione non raggiunse ancora la competenza linguistica. Un altro caso preso in considerazione è Isabelle, che è stata imprigionata con la madre sordomuta fino a sei anni e mezzo (età pre-puberale): neanche Isabelle aveva appreso una lingua ma, a differenza di Genie, acquisì velocemente le normali abilità di linguaggio attraverso una sistematica assistenza specialistica. Un altro caso molto noto è Victor, il bambino selvaggio dell'Aveyron, trovato all'età di 11-12 anni. Fu preso sotto le cure di Itard, medico presso la scuola per i sordi. Dopo l'intenso addestramento, Itard riuscì a far riemergere le capacità cognitive e sociali del bambino. Per quanto riguarda il linguaggio, riuscì solamente ad acquisire pochi vocaboli.
Studi di questo genere sono comunque problematici, dal momento che l'isolamento può essere causa di ritardi mentali o disturbi emozionali, che possono mettere in discussione le conclusioni tratte nell'ambito linguistico.
Altre ricerche hanno messo in discussione l'approccio biologico: Krashen (1975), rianalizzando dati clinici utilizzati come prove, giunse alla conclusione che la specializzazione cerebrale si verifica molto prima di quanto calcolato da Lenneberg - se il periodo critico esistesse realmente, quindi, esso non coinciderebbe con la lateralizzazione. Ciononostante, indipendentemente dalle problematiche connesse alle prove originarie addotte da Lenneberg e alla dissociazione del fenomeno di lateralizzazione con quello del periodo critico, quest'ultimo rimane un'ipotesi plausibile nella spiegazione delle discrepanze sussistenti tra l'apprendimento della lingua nativa e quello di una seconda lingua, ipotesi tra l'altro sostanziata da studi seguenti.
In opposizione agli studi di natura biologica, l'approccio comportamentale indica che le lingue vengono apprese come qualsiasi altro comportamento, ossia attraverso il condizionamento. Skinner (1957) ha descritto minuziosamente come il condizionamento operante, attraverso l'interazione, sviluppa delle connessioni con l'ambiente e poi, come anche esplicato da Mowrer (1960), esso applichi le idee all'acquisizione della lingua. Mowrer ha inoltre ipotizzato che la lingua viene imparata per mezzo di un'imitazione gratificata dei 'modelli della lingua' (che per essere tali devono avere un rapporto emozionale con il discente), poiché l'imitazione apporta delle sensazioni piacevoli che fungono da rinforzo. Dal momento che nel corso della vita vengono continuamente stabilite nuove connessioni tra il comportamento e l'ambiente, è possibile sviluppare nuove abilità, tra cui l'apprendimento di una lingua, in qualsiasi età.
Allo scopo di fornire una spiegazione per le differenze di apprendimento rilevate tra bambini ed adulti, Felix (1985) afferma che i bambini, i cui cervelli creano innumerevoli nuove connessioni ogni giorno, potrebbero gestire il processo di apprendimento della lingua molto più efficacemente degli adulti. Tale ipotesi, ad ogni modo, rimane indimostrata e non è ritenuta una spiegazione affidabile in questo ambito. Tra le perplessità connesse alla metodologia comportamentale, oltre al fatto che alla sua base giace la supposizione, non comprovata, che l'apprendimento verbale avvenga attraverso lo stesso processo di quello non verbale, vi è, come notato da Pinker (1995), l'evidenza che quasi ogni frase espressa è una combinazione di parole originale, mai pronunciata precedentemente: di conseguenza l'apprendimento della lingua non può consistere solamente di composizioni di parole imparate attraverso la ripetizione e il condizionamento, ma bisogna che nel cervello vi siano dei mezzi innati che permettano la composizione di un'infinita quantità di frasi a partire da un vocabolario limitato.
Quanto appena detto coincide del resto con la teoria di Chomsky circa l'esistenza di una grammatica universale, ovvero una struttura unica comprendente i principi generali alla base di qualsiasi lingua umana. Chomsky (1965) sostiene che I fattori ambientali siano relativamente irrilevanti per l'apprendimento della lingua, e afferma invece che i discenti posseggono nel cervello dei principi innati che vanno a costituire una sorta di strumento di acquisizione della lingua, il cosiddetto language acquisition device (LAD). Tali principi permettono i discenti di elaborare la grammatica dal semplice input ricevuto dall'ambiente, e la loro esistenza indica che le variazioni tra una lingua a l'altra sono limitate. Varie ricerche suggeriscono comunque che il LAD non è responsabile dell'apprendimento della seconda lingua in fase post-puberale, dal momento che esso diviene inaccessibile superata una certa età, costringendo i discenti a dipendere dall'insegnamento esplicito.